# Hemileuca diana
Hemileuca diana is een vlinder uit de familie van de nachtpauwogen (Saturniidae). De wetenschappelijke naam van de soort is voor het eerst geldig gepubliceerd in 1874 door Alpheus Spring Packard.